# Kylee
Kylee (Kylee Saunders) (カイリー), est une chanteuse japonaise, née le 25 mai 1994 à Chandler en Arizona aux États-Unis. Son premier album 17 est sorti le 23 novembre 2012 et est arrivé 15e au classement de l'Oricon.

## Discographie

### Singles Digitaux
1. 17 Love Songs Mix (8 février 2012)
2. Feel (25 avril 2012)
3. Daisuki na no ni [TV Size] (大好きなのに) (13 février 2013)
4. Crazy For You (English Version) (1er juillet 2013)

## Filmographie
- 2010 : Memoirs of a Teenage Amnesiac de Hans Canosa